# 北海道立ゆめの森公園
北海道立ゆめの森公園（ほっかいどうりつゆめのもりこうえん）は、北海道標津郡中標津町にある都市公園。

## 概要
根釧地方唯一の道立都市公園。根室中標津空港（中標津空港）と直結しており、「恵み豊かな大地に浮かぶアミュージングランド」をコンセプトに、四季を通じて遊ぶ・学ぶ・人と自然にふれあう公園を目指している。
公園内は「センターゾーン」「軽スポーツゾーン」「翼とふれあいのゾーン」の3つに、さらに「センターゾーン」はエントランスゾーン・屋内遊具ゾーン・冒険の森ゾーン・交流の広場ゾーン・自然観察ゾーン・まきばの丘ゾーンの6つに分かれ、各テーマに合わせて施設が配置されている。

積雪期は全てのゾーンにわたり歩くスキーコースが約2.8km/約1.8km/約1.4kmの3パターン整備される。

## 施設

### センターゾーン
エントランスゾーン
屋内遊具ゾーン
ビジターセンター
屋内遊戯施設
イベント広場
冒険の森ゾーン
屋外遊戯施設
交流の広場ゾーン
バーベキューハウス48席（椅子付）
屋外炉 8人用×10炉（丸太椅子付）
コンロスペース9ヶ所
自然観察ゾーン
中標津町緑ヶ丘森林公園につながる森
まきばの丘ゾーン
牧場を活かしたゆるやかな起伏のある丘

### 軽スポーツゾーン
パークゴルフ場
5コース、45ホール（うち、36ホールは日本パークゴルフ協会公認コース）
まきばのコース
そよかぜコース
ファミリーコース
コスモスコース
こもれびコース
クラブハウス
多目的芝生広場

### 翼とふれあいのゾーン
空港ターミナルと直結した広場。旧滑走路が残されているほか、道道沿いにはコスモス畑がある。

## 参考資料
- “北海道立都市公園の概要（北海道立ゆめの森公園）” (PDF).  北海道. 2015年10月6日閲覧。